# مانولو هیگورا
مانولو هیگورا (انگلیسی: Manolo Higuera؛ زادهٔ ۱۴ مارس ۱۹۶۴) بازیکن فوتبال اهل اسپانیا است.
از باشگاه‌هایی که در آن بازی کرده‌است می‌توان به باشگاه فوتبال راسینگ سانتاندر اشاره کرد.